# Kassia St. Clair
Kassia St. Clair är en brittisk journalist och författare. 
Kassia St. Clair utbildade sig 2004-2007 i historia på Bristol University, där hon tog en kandidatexamen i bland annat historia.  Hon arbetade på tidskriften House and Garden 2008-2009, där hon skrev om mat och vin. Därefter studerade hon historia på Oxfords universitet, där hon tog en magisterexamen 2009.
Hon arbetade under 2010-talet på och för olika brittiska tidskrifter, bland annat på bok-och konstredaktionen på The Economist, och medarbetade också i tidskriften Elle Decoration.
Hon debuterade som författare 2016 med Secret Lives of Colour, en populärvetenskaplig bok om färger och dess historia.